# BMW XM
La BMW XM (code G09) est un SUV haut de gamme produit par le constructeur automobile allemand BMW à partir de 2022.

## Présentation

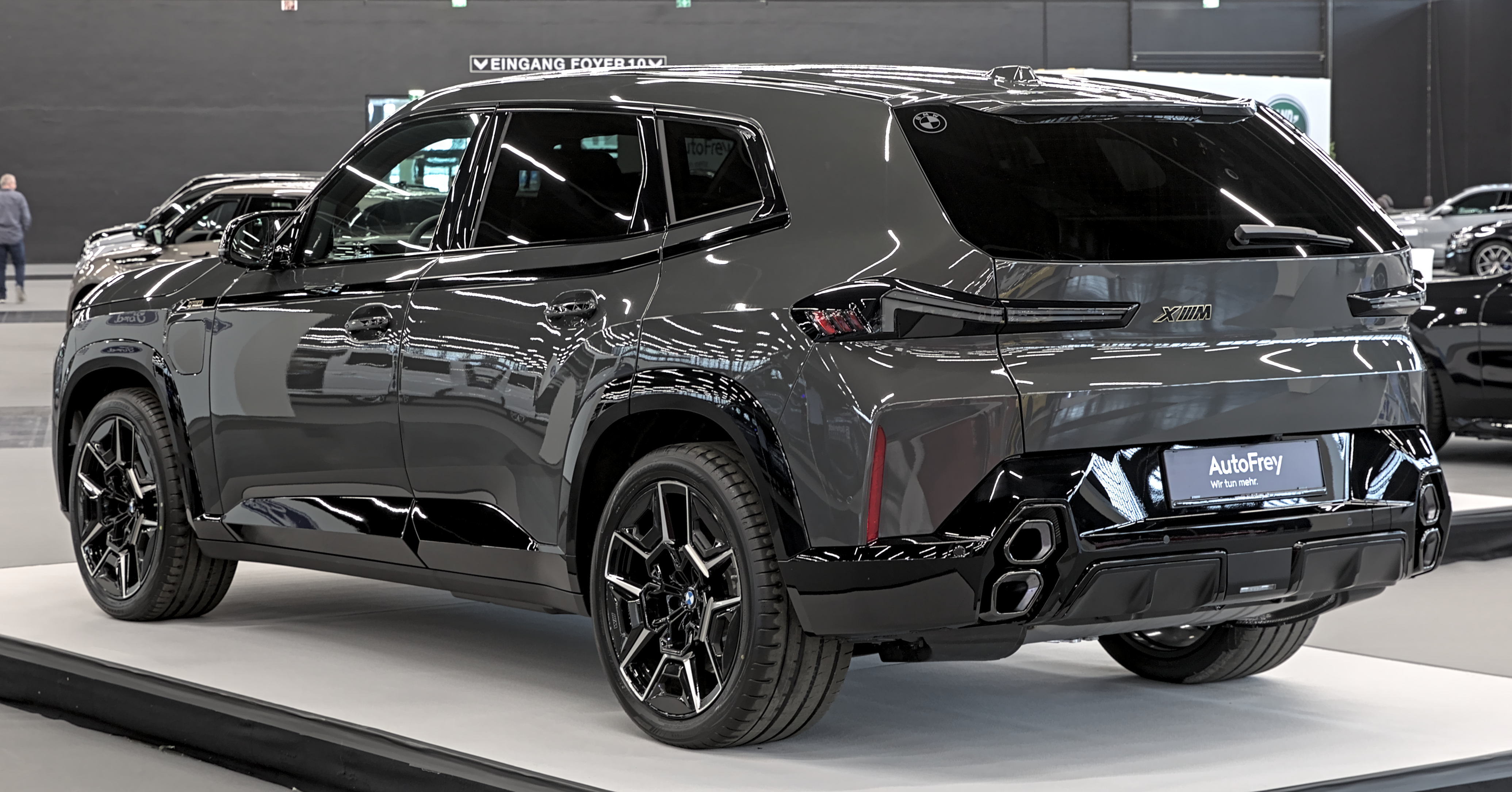
Vue de l'arrière.

La BMW XM est présentée le 28 septembre 2022. Elle est produite à partir de décembre 2022 dans l’usine américaine du Group BMW à Spartanburg.
Le constructeur automobile allemand BMW a signé un accord avec le constructeur français Citroën afin de pouvoir utiliser le nom « XM » pour son SUV, celui-ci étant la propriété de Citroën qui l'a utilisé pour la berline XM produite de 1989 à 2000.
La nouvelle BMW XM est le tout premier SUV haute performance BMW doté d'un système Hybride Rechargeable composé d'un moteur essence V8 M TwinPower Turbo et d'un moteur électrique procurant une puissance totale de 653 ch et une autonomie électrique jusqu’à 88 kilomètres (normes WLTP). Elle est équipée d'une calandre illuminée « BMW Iconic Glow ». Les roues sont équipées de jantes de 23’.

## Caractéristiques techniques

### Motorisations
| Logo de BMW                   | BMW XM                                                           | BMW XM                                                           |
| Logo de BMW                   | M Hybrid                                                         | Red Label                                                        |
| ----------------------------- | ---------------------------------------------------------------- | ---------------------------------------------------------------- |
| Moteur                        | 8-cylindres en V TwinPower Turbo                                 | 8-cylindres en V TwinPower Turbo                                 |
| Cylindrée (cm3)               | 4395                                                             | 4395                                                             |
| Puissance maximale (ch) [kW]  | cumulée : 653 [480] thermique : 489 [360] électrique : 197 [145] | cumulée : 748 [550] thermique : 585 [430] électrique : 197 [145] |
| au régime de (tr/min)         |                                                                  |                                                                  |
| Couple maximal (N m)          | cumulée : 800 thermique : 650 électrique : 280                   | cumulée : 1000 thermique : 850 électrique : 280                  |
| au régime de (tr/min)         |                                                                  |                                                                  |
| Boîte de vitesses             | Automatique Steptronic à 8 rapports                              | Automatique Steptronic à 8 rapports                              |
| Transmission                  | Intégrale M XDrive                                               | Intégrale M XDrive                                               |
| Masse à vide (kg)             | 2710                                                             |                                                                  |
| Consommation (L/100 km)       | 1,5                                                              |                                                                  |
| Vitesse maximale (km/h)       | 250 270 (pack Experience M)                                      | 290                                                              |
| 0-100 km/h (s)                | 4,3                                                              | 3,8                                                              |
| 0-200 km/h (s)                | 14,3                                                             |                                                                  |
| Capacité du réservoir (ℓ)     |                                                                  |                                                                  |
| Émissions de CO2 (g/km)       | 33 à 36                                                          |                                                                  |
| Dimensions des pneumatiques   | Avant : 275/45 R21 Arrière : 315/40 R21                          | Avant : 275/45 R21 Arrière : 315/40 R21                          |
| Batterie                      |                                                                  |                                                                  |
| Type                          | Lithium Ion                                                      | Lithium Ion                                                      |
| Capacité de la batterie (kWh) | 25,7                                                             | 25,7                                                             |
| Autonomie (cycle WLTP) (km)   | 82 à 88                                                          | 75 à 83                                                          |

## Finitions

### Séries spéciales
- Red Label (500 exemplaires, 2023)[4]

## Concept car
La BMW XM est préfigurée par le concept car BMW Concept XM présenté le 30 novembre 2021 au salon Art Basel 2021 de Miami Beach.